# Akwasi Osei Adjei
Akwasi „Kwesi“ Osei-Adjei (* 27. Dezember 1949) ist ein ghanaischer Politiker. Von 2007 bis 2009 war er Außenminister.

## Biografie
2001 wurde er von Präsident John Agyekum Kufuor als Vizeminister für Auswärtige Angelegenheiten, Regionale Integration und Neue Partnerschaft für Afrikas Entwicklung (NEPAD) in dessen Regierung berufen. 
Osei-Adjei, der Mitglied der New Patriotic Party (NPP) von Kufuor ist, wurde 2005 zum Mitglied des Parlaments gewählt und vertritt dort den Wahlkreis Ejisu Suaben. Zugleich ist er Mitglied der Ausschüsse für Finanzen und Kommunikation.
Am 23. Juli 2007 wurde er schließlich als Nachfolger von Nana Addo Dankwa Akufo-Addo selbst Minister für Auswärtige Angelegenheiten, Regionale Integration und NEPAD in Kufuors Regierung und behielt dieses Amt bis zum Ende von Kufuors Amtszeit am 7. Januar 2009. Nachfolger wurde am 20. Februar 2009 Muhammad Mumuni.